# The Life (publicidade)
The Life, também conhecido como We Are ODST é uma publicidade de televisão e cinema lançada em 2009 pela Microsoft para promover o jogo de tiro em primeira pessoa Halo 3: ODST nos Estados Unidos. A peça de 150 segundos segue um jovem soldado através do alistamento, treinamento e batalha como um Orbital Drop Shock Trooper (ODST), análogo a um paraquedista que cai do espaço para um campo de batalha. The Life foi criado pela agência de publicidade T.A.G., um desdobramento da McCann Erickson. A produção do comercial em si foi feita pela produtora Morton/Jankel/Zander (MJZ). Foi dirigido por Rupert Sanders e a pós-produção conduzida pela Asylum. Foi filmado na Hungria, nos arredores de Budapeste em uma mina de carvão e fábricas abandonadas para dar à sequência uma estética de "Bloco do Leste". O comercial e sua campanha associada foram extremamente bem-sucedidos; na semana de seu lançamento, Halo 3: ODST se tornou o jogo mais vendido para o Xbox 360 em todo o mundo, e mais de 2,5 milhões de cópias foram vendidas nas primeiras semanas de lançamento. The Life ganhou vários prêmios das indústrias de publicidade e entretenimento, incluindo dois Clio Awards, um London International Advertising Award e várias homenagens do Cannes Lions International Advertising Festival, a cerimônia de premiação de maior prestígio na indústria de publicidade.

## Sequência
The Life inicia com um funeral militar de um ODST. Fileiras de velas dispostas ao longo do chão queimam enquanto um gaiteiro toca um canto fúnebre. As pessoas de luto reunidas, uma mistura de militares e civis, assistem enquanto a bandeira ODST vermelha do caixão é removida, revelando o nome do falecido. Um jovem observa enquanto o pano é cerimonialmente dobrado e passado a uma mulher entre as pessoas de luto. Uma música em galês começa a tocar enquanto o oficial assistente ordena uma salva de tiros em húngaro. A câmera corta para outra cena; o jovem Tarkov está tendo sua cabeça raspada na primeira de uma montagem de cenas que mostra Tarkov em treinamento de recruta. Novamente, a câmera corta e avança. Tarkov está em um "drop pod" para um homem, conhecido no universo como o Single Occupant Exoatmospheric Insertion Vehicle (SOEIV), entrando na atmosfera de um planeta alienígena, em um campo de batalha. Ele surge sob fogo ao lado de vários outros soldados, movendo-se sobre os corpos e através de tiros de plasma até que um Brute Covenant o derruba, fazendo seu capacete voar e deixando cicatrizes no rosto de Tarkov. Tarkov desembainha e atira sua arma M6S (M-6 magnum silenciada) no Brute sem sucesso. No entanto, ele é salvo quando um Banshee caindo bate no Brute, matando-o. O filme salta à frente novamente; Tarkov é agora um soldado veterano e supervisiona um serviço memorial para um de seus camaradas caídos em meio a ruínas em chamas com um recruta que se parece com um Tarkov mais jovem. Logo, sons de tiros atraem ele e sua equipe de volta à luta, fechando com as linhas "We are ODST", que muda novamente para "Halo 3: ODST".

## Produção

### Antecedentes
Em 1999, a Microsoft decidiu consolidar seus esforços de marketing com uma única agência de publicidade, após vários anos de parceria com diferentes agências para cada uma de suas linhas de produtos. Eles aceitaram os argumentos de venda de cada uma das agências de sua lista e, por fim, atribuíram a conta global à McCann Erickson. McCann recebeu a tarefa de promover o que se tornaria o aplicativo matador do Xbox, o jogo eletrônico Halo: Combat Evolved. A campanha de lançamento foi um enorme sucesso, vendendo mais de cinco milhões de cópias do jogo em todo o mundo. O sucesso de Halo: Combat Evolved levou a uma série de sequências e mercadorias associadas, incluindo livros e action figures.
Em 2007, a McCann lançou uma campanha publicitária global multi-plataforma intitulada Believe, que incluiu seis minutos de sequências em live-action chamado Landfall, para promover o mais recente jogo da série Halo, Halo 3. Landfall foi dirigido por Neill Blomkamp, que também concordou em dirigir um longa-metragem de Halo, mas foi cancelado devido a divergências de financiamento. Believe provou ser um sucesso crítico e financeiro. Mais de £84 milhões de vendas foram feitas apenas no primeiro dia de lançamento, a venda de abertura de maior bilheteria de um produto de entretenimento na época. Believe recebeu dezenas de prêmios da comunidade publicitária, incluindo oito Clio Awards, Best in Show no ANDY Awards, e dois Grand Prix (para filmes e campanhas integradas) no Cannes Lions International Advertising Festival, a cerimônia de premiação de maior prestígio na indústria da publicidade. De acordo com o Gunn Report, Believe foi a segunda campanha de publicidade integrada mais premiada em 2008, atrás apenas de Hora do Planeta para o World Wide Fund for Nature.
Em 2012, devido ao sucesso de Landfall e The Life, Halo 4: Forward Unto Dawn foi criado para ampliar o público de Halo 4. Lançado inicialmente como cinco episódios de 15 minutos online, foi mais tarde lançado como uma versão estendida de noventa minutos em DVD e Blu-ray. A Microsoft considera esse o "próximo passo" entre o material publicitário e um longa-metragem, e Frank O'Connor, diretor de desenvolvimento da franquia Halo, disse que o filme será feito "quando chegar a hora certa". Curtas em live-action também foram usados na publicidade de Halo: Reach com foco nos supersoldados Spartans do universo Halo. Dois curtas, The Birth of a Spartan e Deliver Hope foram feitos, novamente para atrair os clientes que não estavam familiarizados com a série.

### Filmagem
No início de 2009, a McCann recebeu uma instrução para criar uma nova campanha para o último participante da série Halo, um jogo de tiro em primeira pessoa chamado Halo 3: ODST. Seria o primeiro jogo da franquia a não apresentar o protagonista da série, Master Chief. A McCann voltou com uma proposta para uma campanha na mesma linha de Believe, com o objetivo de humanizar os soldados que aparecem no universo Halo. O projeto recebeu sinal verde e a McCann trouxe de volta vários colaboradores de Believe para lidar com essa nova campanha, agora com o título provisório de The Life.
O diretor Rupert Sanders, conhecido por seu trabalho com a produtora MJZ em campanhas como Lava para o Guinness e Great Return para a Nike, Inc., teve cinco semanas para produzir o comercial, com três dias reservados para a filmagem. Vários locais foram explorados para filmagem, com o objetivo de uma estética do "Bloco do Leste". Isso incluiu várias áreas ao redor de Chernobil, na Ucrânia. No entanto, o cronograma apertado impedia o uso de locais muito distantes um do outro para diferentes cenas e, no final, três locais fora de Budapeste, Hungria foram decididos: a torre de resfriamento de uma usina nuclear ativa foi vestida para servir de pano de fundo para a cena do funeral de abertura; uma mina de carvão a céu aberto serviu de cenário para as cenas de batalha, e uma fábrica de alumínio abandonada foi usada para encenar a cena do funeral de encerramento.
Sanders se inspirou para o estilo de filmagem e a estética do comercial em uma variedade de fontes, incluindo notícias de jornalistas integrados às forças militares no Afeganistão e filmes russos como Stalker e Idi i Smotri. Para manter os detalhes dentro do comercial consistente com o cânon de Halo estabelecido, os criadores da série Halo, Bungie, forneceram a Sanders informações sobre aspectos que vão desde a cor de pelo apropriada e insígnia de classificação para o Brute, até a armadura e armamento dos soldados ODST.

### Pós-produção
Com a filmagem concluída, a MJZ contatou a empresa de pós-produção Asylum para começar a trabalhar no componente substancial de efeitos visuais de The Life. A equipe, liderada pelo Supervisor de Efeitos Visuais Robert Moggach, triplicou de tamanho conforme a escala do trabalho necessário se tornou aparente, dado o prazo de três semanas. O trabalho na cena do funeral de abertura foi relativamente fácil, exigindo a criação de apenas elementos menores, como lápides adicionais no primeiro plano e correção de cor nos atores. O mesmo acontecia com a sequência de treinamento, onde apenas o trabalho mínimo de rastreamento e composição de fundos foscos era necessário. A maior parte do trabalho de efeitos visuais foi na sequência da batalha. Isso variou de um trabalho simples, como a remoção de fios à criação de iluminação dinâmica e reflexos de visores e armaduras, para efeitos de partículas para a fumaça e poeira de fundo, fogo de arma de plasma e alterações em algumas das explosões filmadas para dar-lhes a aparência dada a explosões de plasma dentro dos jogos Halo. Todo o fundo era uma projeção 3D de pinturas opacas e céus dramáticos. Enquanto o Brute era parcialmente animatrônico, ajustes substanciais, como escalar para quase o dobro do tamanho e o aprimoramento dos movimentos musculares finos da criatura foram feitos. Outros elementos, como a aeronave Banshee e os drop-pods, foram criados inteiramente com o uso de CGI. O software usado pela Asylum FX incluiu Flame e Nuke para composição, Maya para animação, RenderMan e Mantra para renderização, SynthEyes para rastreamento, Silhouette Pro para trabalho de rotoscopia.

### Música
The Life foi composta por Gareth Williams, um compositor da Human Worldwide. A música, um arranjo de "Lament" de Light of Aidan, foi criada especificamente para o anúncio e apresentava uma grande variedade de instrumentos. Os elementos percussivos incluíam tambores de caixa militar, um tambor de mão, tambores de troncos de Samoa e pedras batidas umas nas outras. Eles foram acompanhados por uma grande gaita de foles das highlands e orquestração de cordas tradicional, como um contrabaixo e violoncelo. Os vocais foram fornecidos por Kathy Fisher que, apesar de não ser falante nativa do idioma, cantou as letras em galês fornecidas por Williams.

## Lançamento e recepção
The Life estreou online como um curta de 90 segundos em 4 de setembro de 2009, no site de rede social MySpace e no site de notícias e análises IGN. Isso foi seguido por sua primeira aparição na televisão nacional dos Estados Unidos como um comercial de 150 segundos três dias depois, durante um intervalo comercial na exibição da minissérie da Spike, Band of Brothers da Segunda Guerra Mundial. Espaços adicionais de 90 segundos foram adquiridos em uma variedade de redes de televisão, incluindo Adult Swim, Comedy Central, ESPN, FX, G4, History e Spike. The Life foi disponibilizado para download no Xbox Live em 8 de setembro e continuou a ser transmitido na televisão com o lançamento de Halo 3: ODST em 22 de setembro de 2009 e no período de Natal. O lançamento foi acompanhado por anúncios impressos e um novo site interativo apresentando um documentário de making-of de The Life, entrevistas com o diretor e outros membros da equipe e uma cena não exibida cortada do final do comercial, bem como elementos interativos explorando recursos do próprio jogo, como um aplicativo de "avaliação" que oferece perfis de vários personagens do jogo.
Após seu lançamento em 22 de setembro, Halo 3: ODST imediatamente se tornou o título mais vendido para o Xbox 360 em todo o mundo. Em duas semanas, mais de 2,5 milhões de cópias foram vendidas. The Life ganhou vários prêmios das indústrias de publicidade e televisão, incluindo homenagens do Visual Effects Society Awards, o ANDY Awards, o London International Advertising Awards, e o Clio Awards. The Life recebeu várias indicações no 57º Festival Internacional de Publicidade de Cannes Lions, a cerimônia de premiação de maior prestígio na comunidade publicitária, ganhando Ouro em Cinematografia, Prata em Direção e Bronze na categoria Cinema.